# Nanc-lès-Saint-Amour
Nanc-lès-Saint-Amour is een plaats en voormalige gemeente in het Franse departement Jura in de regio Bourgogne-Franche-Comté en telt 276 inwoners (2005). De plaats maakt deel uit van het arrondissement Lons-le-Saunier.

## Geschiedenis
De gemeente is op 1 april 2016 gefuseerd met L'Aubépin en Chazelles tot de huidige gemeente Les Trois-Châteaux.

## Geografie
De oppervlakte van Nanc-lès-Saint-Amour bedraagt 5,2 km², de bevolkingsdichtheid is 53,1 inwoners per km².
De onderstaande kaart toont de ligging van Nanc-lès-Saint-Amour met de belangrijkste infrastructuur en aangrenzende gemeenten.

## Demografie
Onderstaande figuur toont het verloop van het inwonertal.
L'Aubépin · Chazelles · Nanc-lès-Saint-Amour · Saint-Jean-d'Étreux